# Маруноути

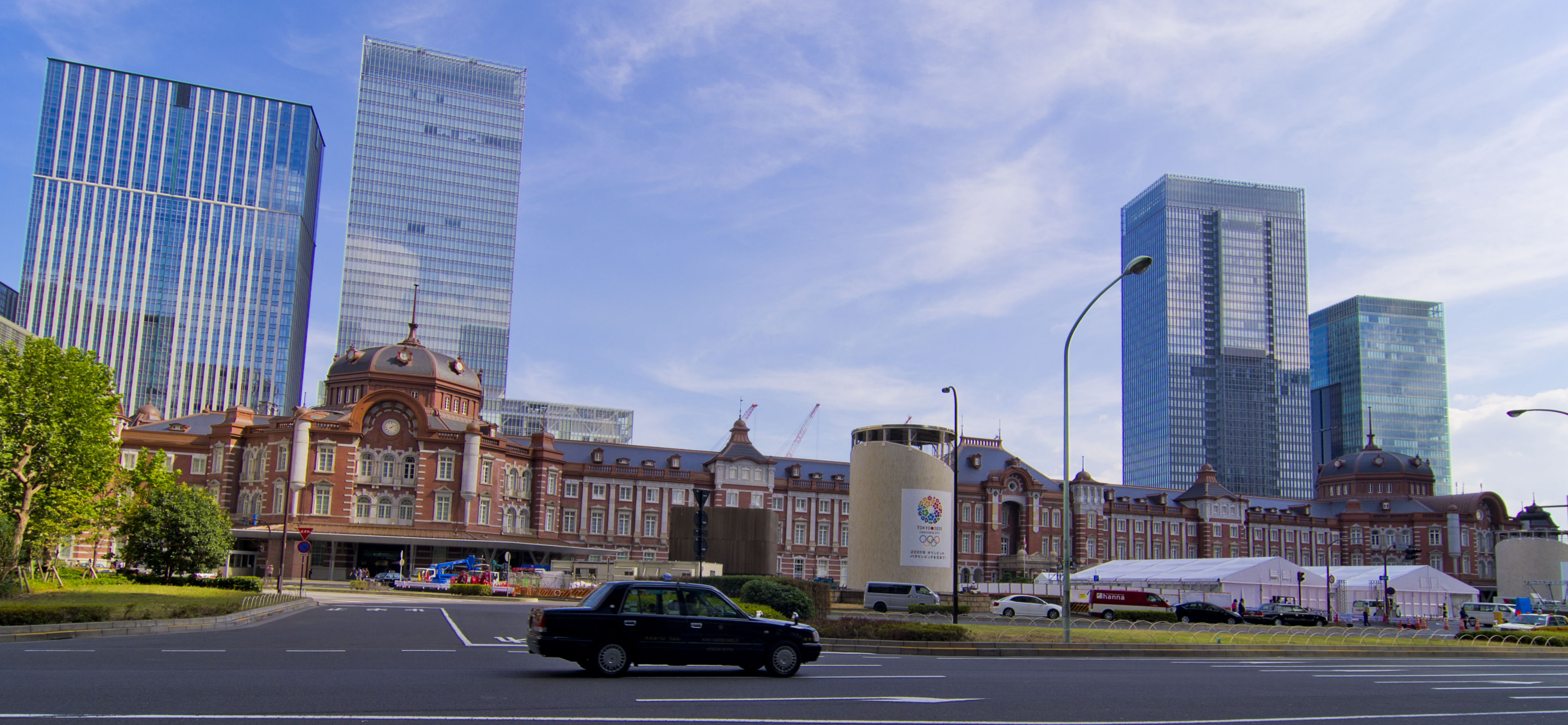
Станция Токио после реконструкции в 2012 году

Маруноути (яп. 丸の内) — деловой район Токио, расположенный в районе Тиёда между станцией Токио и Императорским дворцом. Имя, означающее «внутри круга», происходит от местоположения района по отношению к дворцу: на месте квартала когда-то располагались усадьбы самых приближенных к сёгуну самураев, а сам квартал окружала одна из крепостных стен замка.

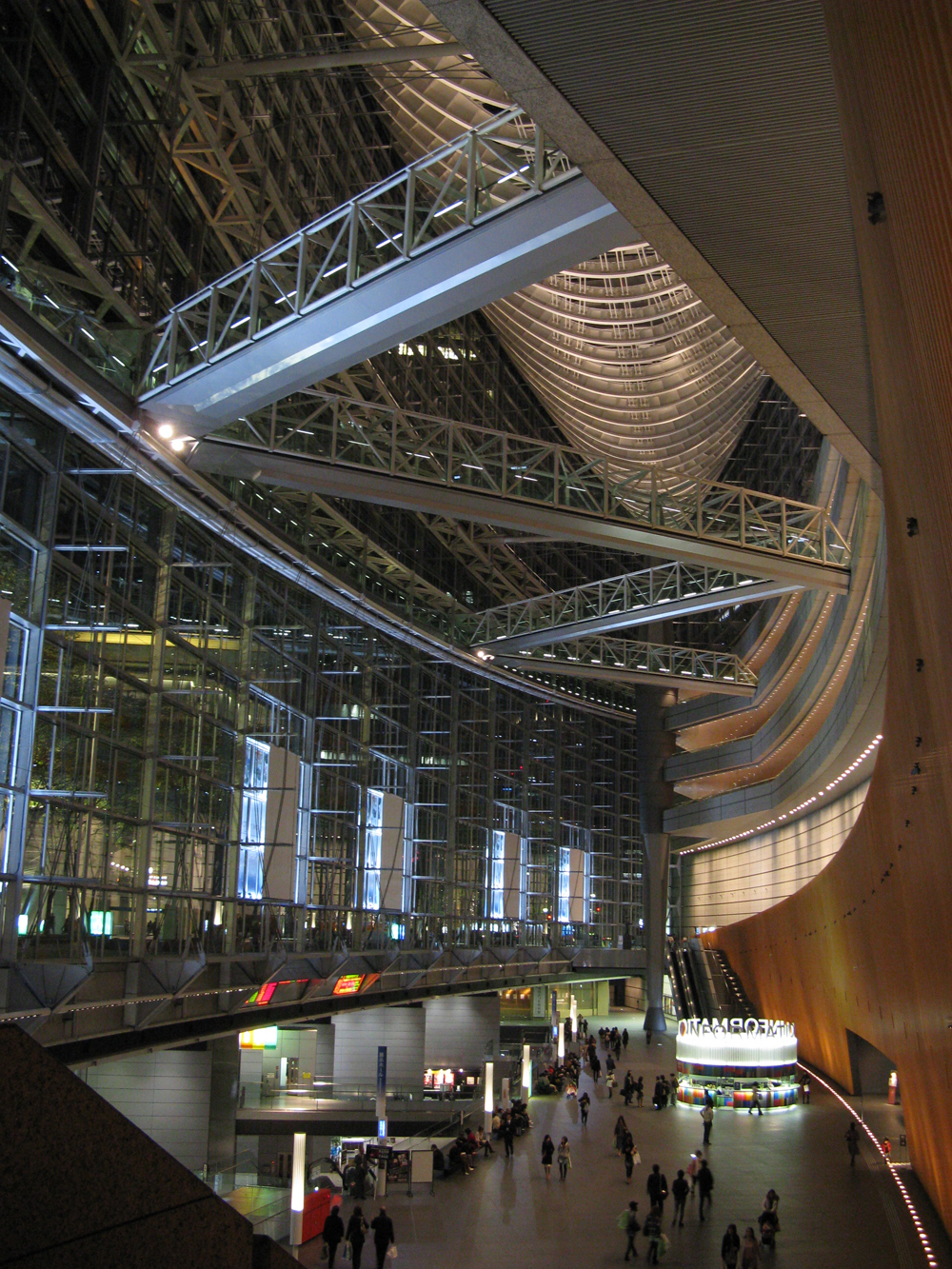
Токийский международный форум

Маруноути является финансовым центром Японии, где расположены страховые (например, Tokio Marine, Meiji Yasuda Life) и банковские компании, например три крупнейших банка Японии: Mitsubishi UFJ, Mitsui Sumitomo и Mizuho.

## Достопримечательности Маруноути
- Marunouchi Building
- Shin-Marunouchi Building
- JP Tower — здание Почты Японии
- Токийский международный форум
- центральная станция Токио
- Императорский театр
- Художественный музей Идэмицу
- Meiji Seimei Kan, в котором расположен Мемориальный музей Мицуи (Mitsui Memorial Museum)

## Компании, базирующиеся в Маруноути

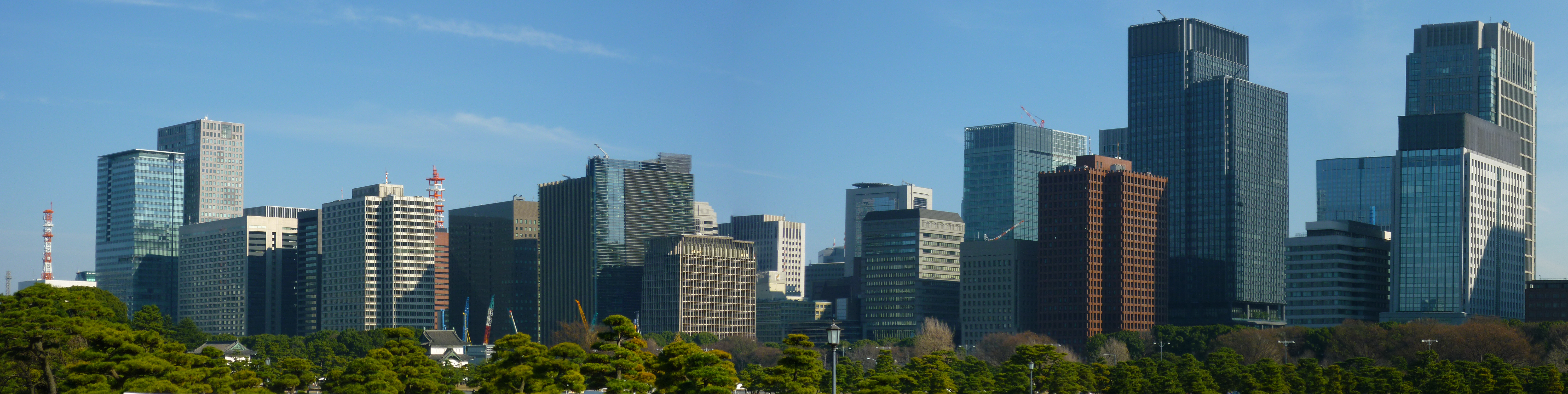
Панорама района Маруноути

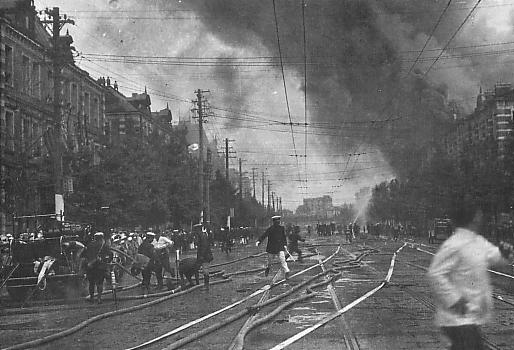
Разрушения в Маруноути после землетрясения 1923 года

- Компании Mitsubishi Group:
  - The Bank of Tokyo-Mitsubishi UFJ
  - Meiji Yasuda Life Insurance
  - Mitsubishi Corporation
  - Mitsubishi Electric
  - Nippon Yusen
  - Tokio Marine & Nichido Fire Insurance
- Hitachi, Ltd
- Toyota Tsusho
- нефтяная компания Idemitsu Kosan

## Железнодорожные станции и станции метро
- Нидзюбаси-маэ (Линия Тиёда)
- Отэмати (Линия Тиёда, Линия Хандзомон, Линия Маруноути, Линия Мита, Линия Тодзай)
- Токио (Линия Тюо, Линия Кэйхин-Тохоку, Линия Кэйё, Линия Маруноути, Синкансэн, Линия Собу, Линия Яманотэ, Линия Йокосука)